# Lycoris albiflora
Lycoris albiflora là một loài thực vật có hoa trong họ Amaryllidaceae. Loài này được Koidz. mô tả khoa học đầu tiên năm 1924.